# Mestna občina Maribor
Maribor je druga najštevilčnejša mestna občina v Republiki Sloveniji (s središčem v Mariboru, drugem največjem mestu v državi) z okoli 114.000 stalnimi prebivalci (2025). 

## Naselja v Mestni občini Maribor
Po statutu je Mestna občina Maribor temeljna samoupravna lokalna skupnost, ki obsega območja mesta Maribor in naslednjih naselij: Bresternica, Celestrina, Dogoše, Gaj nad Mariborom, Grušova, Hrastje, Hrenca, Jelovec, Kamnica, Laznica, Limbuš, Malečnik, Maribor, Meljski Hrib, Metava, Nebova, Pekel, Pekre, Počehova, Razvanje, Ribniško selo, Rošpoh - del, Ruperče, Srednje, Šober, Trčova, Vinarje, Vodole, Vrhov Dol, Za Kalvarijo, Zgornji Slemen - del, Zrkovci.

## Mestne četrti in krajevne skupnosti
Območje mestne občine je razdeljeno na 11 mestnih četrti in 6 krajevnih skupnosti.

#### Mestne četrti so:
- Mestna četrt Koroška vrata
- Mestna četrt Center
- Mestna četrt Ivan Cankar
- Mestna četrt Studenci
- Mestna četrt Magdalena
- Mestna četrt Tabor
- Mestna četrt Nova vas
- Mestna četrt Tezno
- Mestna četrt Pobrežje
- Mestna četrt Brezje-Dogoše-Zrkovci
- Mestna četrt Radvanje

#### Krajevne skupnosti so:
- Krajevna skupnost Bresternica-Gaj
- Krajevna skupnost Kamnica
- Krajevna skupnost Malečnik-Ruperče
- Krajevna skupnost Razvanje
- Krajevna skupnost Limbuš
- Krajevna skupnost Pekre